# Храбрый (Речицкий район)
Храбрый (бел. Храбры) — посёлок в Ровенскослободском сельсовете Речицкого района Гомельской области Белоруссии.

## География

### Расположение
В 14 км на юг от районного центра и железнодорожной станции Речица (на линии Гомель — Калинковичи), 64 км от Гомеля.

## Транспортная сеть
Транспортные связи по просёлочной, затем автомобильной дороге Хойники — Речица. Планировка состоит из короткой прямолинейной улицы, ориентированной с юго-востока на северо-запад. Застройка в основном деревянная усадебного типа.

## История
Обнаруженное археологами городище (в 0,6 км на юго-восток от посёлка) свидетельствует о заселении этих мест с давних времён. Основан в начале 1920-х годов переселенцами из соседних деревень. В 1931 году организован колхоз «Храбрый», работала кузница. Согласно переписи 1959 года в составе колхоза имени Ф. Э. Дзержинского (центр — деревня Ровенская Слобода).

## Население

### Численность
- 2004 год — 15 хозяйств, 31 житель.

### Динамика
- 1930 год — 20 дворов, 116 жителей.
- 1959 год — 116 жителей (согласно переписи).
- 2004 год — 15 хозяйств, 31 житель.